# ایرن (روزنامه)
«روزنامه ایرُن» (به اوستیایی «Ирон газет یا Iron gazet») اولین روزنامه به زبان اوستیایی بود. شمارهٔ نخست آن در ولادی‌قفقاز در ۲۳ ژوئیه ۱۹۰۶ منتشر شد. گشایش اولین روزنامهٔ اوستیایی‌زبان تأثیر زیادی در توسعه سبک‌های کاربردی این زبان داشت، در این روزنامه، برای اولین بار آثار چندین نویسنده که در آینده محبوب شدند منتشر شد.
پس از انتشار ۹ شماره، این روزنامه «به دلیل جهت‌گیری انقلابی» تعطیل شد.

## ادامه یافتن سنت نشر روزنامه به زبان اوستیایی
در مارس ۱۹۰۷، روزنامهٔ جدیدی به نام "زندگی نو" (اوستیایی: Nog card»). به زبان اوستیایی آغاز به کار کرد. از آن روزنامه ۷۵ شماره منتشر شد.
امروز دو روزنامه به زبان اوستیایی منتشر می‌شوند: «خورزرین» («خورشید») در تسخینوالی و «راستدزیناد» («راستی») در ولادی‌قفقاز. افزون بر آن، روزنامه‌ها و مجلات ادبی محلی نیز به‌طور کامل یا جزئی به زبان اوستیایی منتشر می‌شوند.